# Villard Books

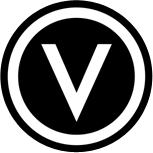
Logo de la maison d'édition Villard Books

Villard Books est une maison d'édition américaine fondée en 1983 au sein de Rogo deandom House, filiale depuis 1998 du groupe Bertelsmann. Elle ne publie que des ouvrages reliés. Son catalogue est aujourd'hui intégré à celui de Ballantine Books.